# Marcus Hernig
Marcus Hernig (* 6. Januar 1968) ist Autor von Sachbüchern und Belletristik zum Thema China und chinesisch-deutsches kulturelles Miteinander.

## Leben
Hernig studierte Sinologie, Germanistik und Geschichte in Bochum und Nanjing, China. Er ist derzeit Associate Professor an der Tongji-Universität Shanghai, freier Trainer und Berater für Wirtschaftsunternehmen in Fragen zu Kultur und Kommunikation.
Er schreibt Sachbücher und historische Romane, die das Zusammenleben von Europäern und Chinesen in China betreffen und arbeitet dabei mit chinesischen und deutschen Verlagen zusammen. Die Inhalte seiner Bücher sind Themen von Vorträgen und Fortbildungen.
Hernig lebt seit 1992 in China, seit 1998 in Shanghai.

## Werke
- Jenseits der großen Städte – Bilder des chinesischen Landes- 1996, ISBN 978-3-929983-23-4.
- Dao Le – Angekommen. chinesische und deutsche Fassung, Guangzhou und Beijing 2005. Deutsche Fassung: ISBN 7-5085-0720-7, chinesische Fassung: ISBN 7-5360-4607-3.
- Chinese Legend. Chinesische Kolumne in “World Vision”, 2006/2007. M771 ISSN 1003-0271.
- China-mittendrin. Geschichte, Kultur, Alltag. Berlin 2008, ISBN 978-3-86153-472-3.
- China und die interkulturelle Germanistik. München 2000, ISBN 978-3-89129-638-7.
- Eine Himmelreise – China in sechs Gängen. Berlin 2012. Die andere Bibliothek, Band 330, ISBN 978-3-8477-0330-3.
- Chinas Bauch: warum der Westen weniger denken muss, um den Osten besser zu verstehen. Ed. Körber-Stiftung, Hamburg 2015, ISBN 978-3-89684-166-7.
- Die Renaissance der Seidenstraße: Der Weg des chinesischen Drachens ins Herz Europas.  EDITION TICHYS EINBLICK im FinanzBuch Verlag, München 2018, ISBN 978-3-95972-138-7

Außerdem:
- Deutsch als Fremdsprache – Eine Einführung, 2005, ISBN 978-3-525-26522-2